# Plan B (película de 2021)
Plan B es una película de comedia coming-of-age estadounidense de 2021 dirigida por Natalie Morales a partir de un guion de Prathi Srinivasan y Joshua Levy. La película está protagonizada por Victoria Moroles y Kuhoo Verma. Lleva el título de la marca homónima de anticonceptivos de emergencia, que juega un papel importante en la trama de la película.
Fue estrenado el 28 de mayo de 2021 por Hulu.

## Argumento
En Dakota del Sur, Sunny, una adolescente india protegida, es presionada por su rebelde y extrovertida amiga Lupe para que organice una fiesta. Aunque teme desobedecer a su madre, que está fuera de la ciudad en un viaje de negocios, acepta con la esperanza de impresionar y seducir a Hunter, su enamorado. Sin embargo, después de ver a Hunter irse de la fiesta con la más popular Emma, ella termina teniendo sexo con su amigo Kyle, un cristiano devoto un tanto excéntrico; ambos se dan cuenta casi de inmediato que el encuentro fue un error.
A la mañana siguiente, Sunny le informa a Lupe que ha perdido la virginidad, pero no dice con quién, lo que lleva a Lupe a creer que tuvo relaciones sexuales con Hunter. En el baño, se horroriza al descubrir que nunca se quitó el condón que Kyle usó durante las relaciones sexuales, por temor a quedar embarazada. Al informar a Lupe, los dos se dirigieron a la farmacia local para obtener una píldora del Plan B, pero se la negaron. Siguiendo la sugerencia de Lupe, deciden que su mejor opción es conducir hasta el Planned Parenthood más cercano, ubicado en Rapid City, utilizando el automóvil de la madre de Sunny.
Sunny y Lupe se pierden en el camino y son redirigidos por un servicial empleado de una tienda de conveniencia, a quien informan sobre la situación de Sunny. Ella sugiere que visiten a su primo, un traficante de drogas que vive en un patio de recreo cercano. Las chicas se enfrentan al traficante, que les ofrece identificaciones falsas a cambio de sexo oral, y logran escapar con las identificaciones y una "píldora anticonceptiva" sin marcar después de que Sunny accidentalmente daña su pene. Después de que Sunny se queda dormida, Lupe conduce hasta una bolera donde espera encontrarse con Logen, una persona a la que conoció en línea y con la que se comunica con frecuencia. Sunny, aunque inicialmente reacia, acepta rápidamente debido a la perspectiva de conocer a Logen y se sorprende gratamente al descubrir que Hunter y sus amigos también están en el callejón. Las chicas se separan: Lupe se va a encontrarse con Logen y Hunter invita a Sunny a un restaurante cercano. Logen, que se revela como una baterista, tiene sexo con Lupe en el auto de Sunny. Mientras tanto, después de enterarse de que Hunter solo dejó su fiesta para llevar a Emma a casa de manera segura en lugar de tener sexo con ella, Sunny le cuenta a Hunter su situación. Hunter no juzga a Sunny, simpatiza con ella y le asegura que todo saldrá bien. Después de que Hunter la lleva de regreso a la bolera, los dos se besan.
Las chicas se reúnen, pero rápidamente descubren que el auto de Sunny (que Lupe dejó con Logen) no está. Desesperada, Sunny toma la píldora "anticonceptiva" sin marcar que le robaron al traficante de drogas (más tarde se reveló que era anfetamina) y discute con Lupe, culpándola por su situación. Lupe se da cuenta de que pueden ubicar el automóvil con una aplicación "Find My", que resulta estar estacionado en una fiesta en una casa cercana. Lupe encuentra y confronta a Logen, quien insiste en que el auto no fue tomado por ella, sino por el cantante principal de su banda, Xander. Lupe y Sunny descubren que Xander está extremadamente intoxicado. Intenta atacar a las chicas; escapan, pero Sunny casi atropella a Xander. Xander está bien, pero desorientado; Logen se queda atrás para cuidarlo, compartiendo un beso con Lupe antes de que las dos se separen.
De vuelta en el auto, Sunny, ahora sobria, confronta a Lupe sobre por qué nunca le contó sobre su verdadera sexualidad. Lupe admite que tenía miedo de que afectara su amistad, lo que Sunny inmediatamente descarta como una tontería. Poco después, Lupe descubre la verdadera naturaleza del encuentro sexual de Sunny a través de una llamada telefónica de Kyle. Sunny dice que mintió debido a la mayor experiencia sexual que parece Lupe, lo que Lupe dice que es solo un acto. Acuerdan dejar de mentirse el uno al otro.
Finalmente, Sunny y Lupe llegan a Planned Parenthood de Rapid City, pero quedan devastadas al descubrir que está cerrado permanentemente. Sunny se derrumba emocionalmente y admite que necesita la ayuda de su madre. Los dos conducen a casa.
Cuando regresan, ambos se enfrentan a altercados con sus padres. Lupe se sorprende de la preocupación de su padre por ella. Después de preguntarle si alguna vez "la echaría", reafirma su amor incondicional por ella y los dos se abrazan. La mamá de Sunny inicialmente está enojada, pero su estado de ánimo se suaviza después de que Sunny, frustrada, despotrica sobre sentir la necesidad de ser perfecta todo el tiempo para ella. Al igual que Lupe y su padre, los dos se vuelven a conectar y Sunny admite que necesita la píldora del día después, que su madre le compra rápidamente.

## Reparto
- Victoria Moroles como Lupe
- Kuhoo Verma como Sunny
- Michael Provost como Hunter
- Mason Cook como Kyle
- Jolly Abraham como Rosie
- Jacob Vargas como El pastor Pedro
- Myha'la Herrold como Logan
- Timothy Granaderos como Xander

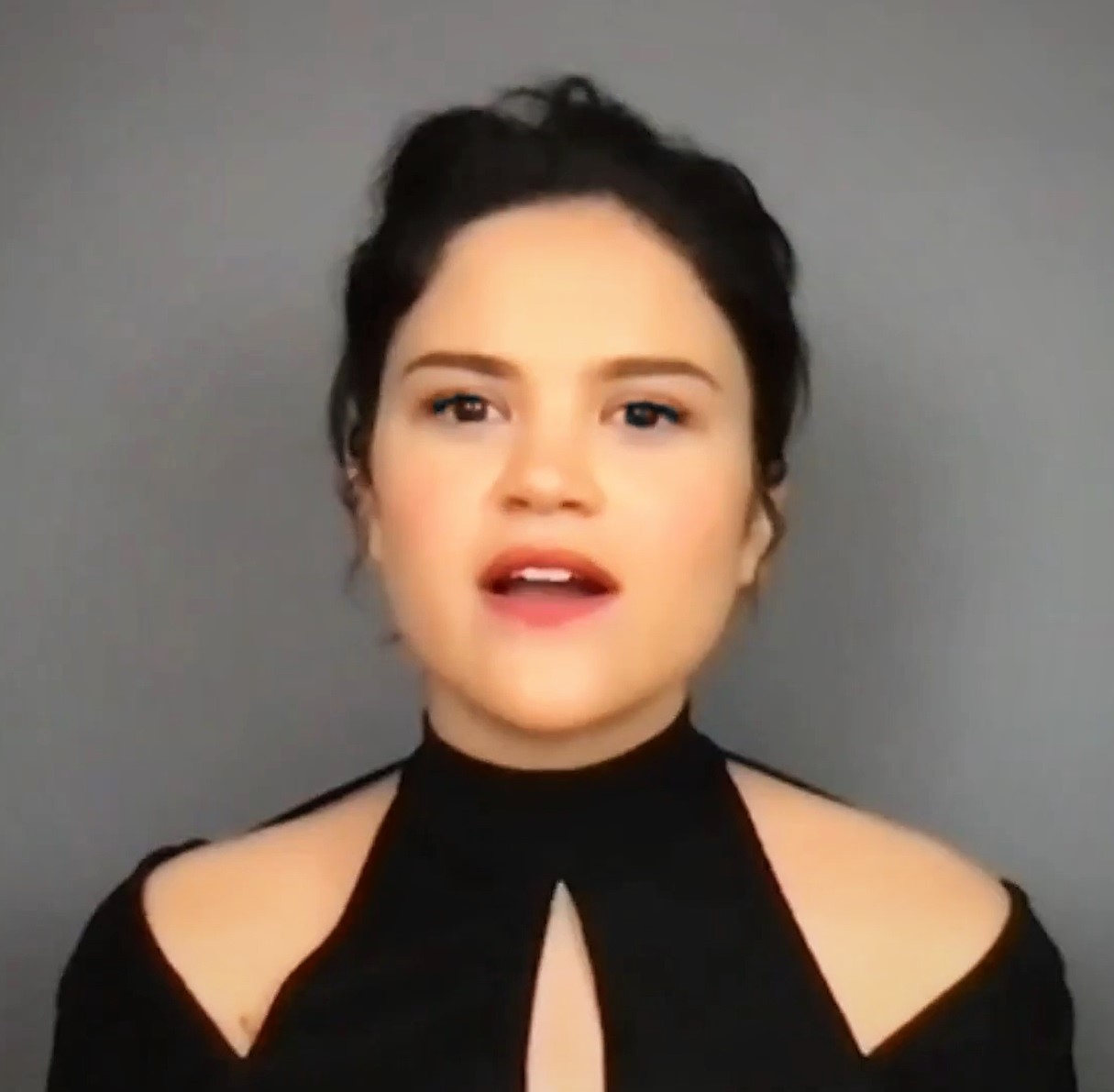
Victoria Moroles habla del Plan B en 2021

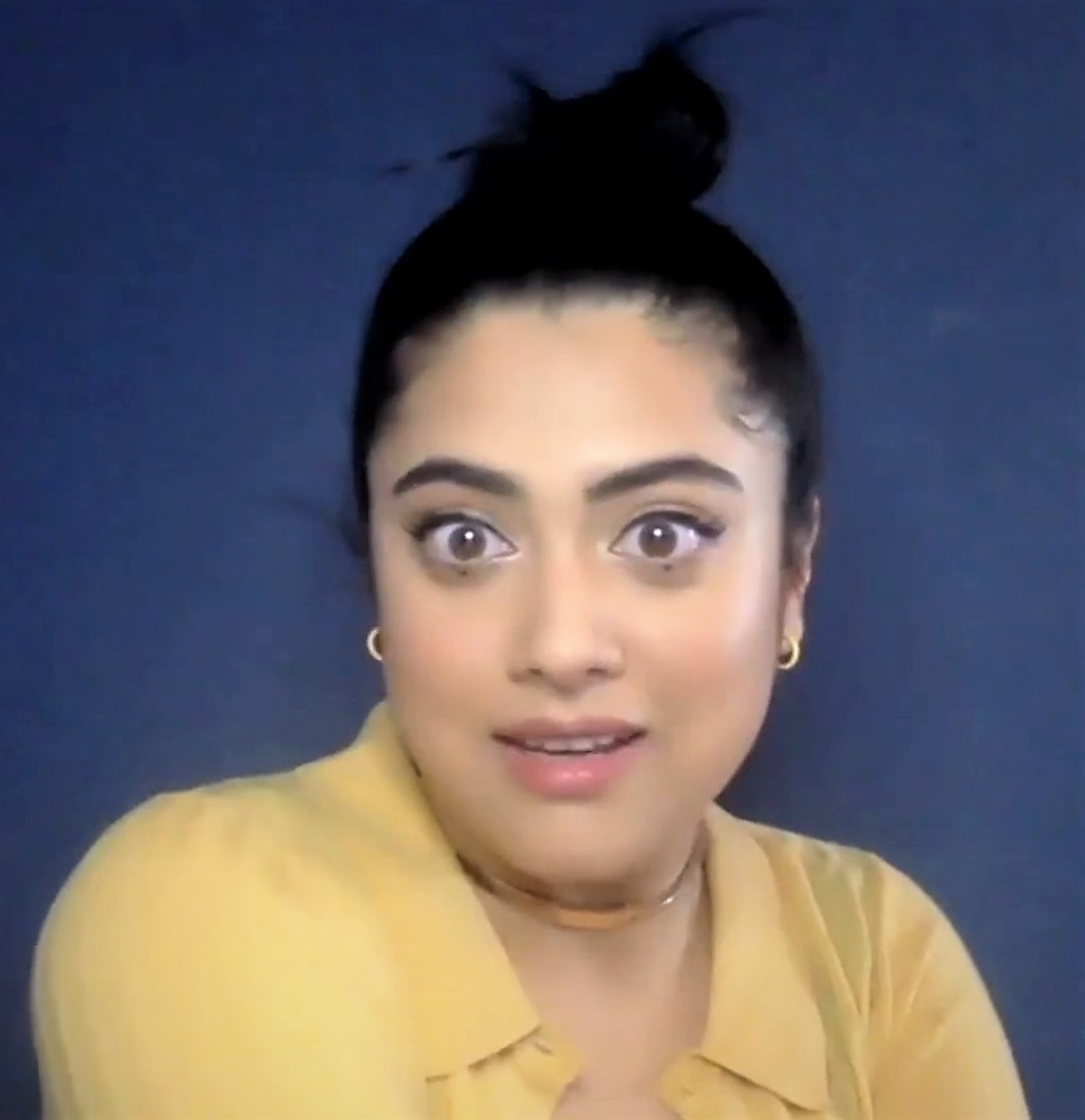
Kuhoo Verma analiza el Plan B en 2021

- Rachel Dratch como La Sra. Flaucher
- Edi Patterson como Doris
- Moses Storm como Andy
- Jay Chandrasekhar como Farmacéutico
- Josh Rubén como Philip
- Joseph Calveric como El hermano de Lupe

## Producción
En septiembre de 2020, se anunció que Natalie Morales dirigiría la película, con un guion de Prathi Srinivasan y Joshua Levy, con LD Entertainment y American High listos para producir, y Hulu para distribuir. En octubre de 2020, Victoria Moroles y Kuhoo Verma se unieron al elenco de la película.
La fotografía principal comenzó el 30 de septiembre de 2020 y concluyó el 10 de noviembre de 2020 en Syracuse, Nueva York.

## Lanzamiento
Fue estrenado el 28 de mayo de 2021 por Hulu. A nivel internacional, la película se estrenó a través del centro de contenido Star en Disney+, en Star+ en América Latina y en Disney+ Hotstar en India y el sudeste asiático.

## Recepción

### Respuesta crítica
Plan B tiene un índice de aprobación del 96% en el sitio web del agregador de reseñas Rotten Tomatoes, basado en 53 reseñas, con un promedio ponderado de 7.3/10. El consenso del sitio dice: "Plan B no exagera su mensaje oportuno, y no tiene que hacerlo, gracias a un guion ingenioso y divertido y la química chispeante entre sus encantadoras estrellas". En Metacritic, la película tiene una calificación de 74 sobre 100, basada en 16 críticos, lo que indica "críticas generalmente favorables".

### Reconocimientos
| Año  | Premio                                                    | Categoría                                                 | Destinatarios                                                                       | Resultado | Referencias |
| ---- | --------------------------------------------------------- | --------------------------------------------------------- | ----------------------------------------------------------------------------------- | --------- | ----------- |
| 2022 | Premios de medios GLAD                                    | Premio GLAAD Media a la Mejor Película - Estreno limitado | Plan B                                                                              | Nominada  | [ 9 ]       |
| 2022 | Premios Artios                                            | Logro destacado en casting - Cine - Estreno no teatral    | Jill Anthony Thomas, Kathleen Chopin, Anthony J. Kraus, Caroline Pommert-Allegrante | Nominados | [ 10 ]      |
| 2022 | Premios de Cine de la Asociación de Críticos de Hollywood | Premio Cineasta en Ascenso                                | Natalie Morales (para Plan B y Language Lessons)                                    | Ganadora  | [ 11 ]      |